# Celebrazione della Passione del Signore
La celebrazione della Passione del Signore (in latino Celebratio Passionis Domini; detta anche azione liturgica della Passione del Signore o celebrazione 'in Passione Domini') è la funzione liturgica della Chiesa cattolica che si tiene nel pomeriggio del Venerdì santo (e per questo è detta anche azione liturgica pomeridiana), in ricordo della passione di Gesù e della sua morte in croce.
È la seconda celebrazione del Triduo Pasquale e tradizionalmente tale celebrazione era officiata alle ore 15:00 del venerdì, ora nella quale, secondo i Vangeli, Cristo esalò l'ultimo respiro; oggi, secondo necessità, essa può essere spostata a ora più tarda, ma comunque sempre nel pomeriggio.
(Messale Romano)

## Struttura della celebrazione nel rito romano
La celebrazione incomincia in silenzio: nessun'antifona introitale è prevista e non si effettua alcun canto; il sacerdote e il diacono (se partecipa un diacono) indossano i paramenti da messa di colore rosso. Arrivati al presbiterio, si prostrano o si inginocchiano per qualche momento in silenziosa preghiera, mentre tutti gli altri si inginocchiano. Quindi si alzano e raggiungono il loro posto insieme al clero. Arrivato alla sede il sacerdote pronuncia una orazione, senza saluto o parole di introduzione.
Segue la liturgia della Parola, che consta di:
- una prima lettura tratta dal libro del profeta Isaia (Is 52,13-53,12[4]);
- il salmo responsoriale (Sal 30[5]);
- una seconda lettura tratta dalla Lettera agli Ebrei (Eb 4,14-16; 5,7-9[6]);
- la Passione secondo Giovanni (Gv 18,1-19,42[7]), preceduta dal canto di acclamazione e seguita solitamente dall'omelia;
- la Preghiera Universale, formata da dieci intenzioni in preghiera, introdotte da un diacono o un altro ministro e concluse ciascuna con l'orazione del sacerdote.[8]

Quindi comincia l'adorazione della Santa Croce, in una delle due forme previste dal rito; nella prima, si porta al presbiterio una croce velata; ivi il sacerdote la svela in tre momenti, intonando (con il canto a cappella) o recitando l'"Ecce lignum crucis" (Ecco il legno della croce), a cui il popolo risponde "Venite adoremus" (Venite adoriamo); a ogni momento, dopo il canto, tutti si inginocchiano in silenziosa adorazione. Svelata totalmente la croce, essa viene esposta per il bacio della croce, da parte del clero e del popolo, mentre la schola può intonare dei canti, come gli Improperia (in genere senza il supporto di organo o altri strumenti musicali, che comunque non possono suonare senza canto) o si possono leggere delle antifone indicate.
Seguono i riti di Comunione; la croce viene posta sopra l'altare e, dal luogo della riposizione, vengono portate le Ostie consacrate la sera prima. Quindi il sacerdote introduce il Padre nostro e alcune poche orazioni, riceve la Comunione e la distribuisce al popolo.
Terminata la Comunione, le ostie che restano sono portate a un luogo fuori della chiesa o, se necessario, messe nel tabernacolo.
Quindi, letta l'Orazione dopo la Comunione e l'Orazione sul popolo, senza dare alcuna benedizione, il sacerdote e i ministri, dopo avere fatto genuflessione alla croce, fanno ritorno in sacrestia in silenzio, senza canti o musica.
Il Venerdì santo è richiesto a tutti i fedeli con più di 14 anni l'astinenza dalle carni e ai fedeli tra i 18 e i 60 anni il digiuno ecclesiastico.

## Struttura della celebrazione secondo il messale del 1962
La forma celebrativa presente nell'edizione 1962 del Messale Romano promulgata dal papa Giovanni XXIII differisce dalla riforma introdotta dal papa Pio XII nel 1955 (con effetto dal 25 marzo 1956) solo nella preghiera per la conversione dei giudei: rimosse l'aggettivo "perfidis" e sostituì Judaicam perfidiam con Iudaeos. Papa Pio XII aveva già fatto accompagnare tale preghiera per i giudei con Oremus. Flectamus genua. Levate. La preghiera fu riscritta da papa Benedetto XVI nel 2008.
Nella riforma il titolo della celebrazione diviene De solemni actione liturgica postmeridiana in Passione et Morte Domini e non più Missa Praesanctificatorum. L'altare è sprovvisto di croce, tovaglia e candelabri. Vanno all'altare il celebrante, rivestito di camice e stola nera, il diacono, che indossa anch'egli la stola nera, e il suddiacono. In nessun punto della celebrazione si prevede l'uso del manipolo. Il celebrante e i ministri sacri (diacono e suddiacono) si prostrano e gli altri si inginocchiano. A conclusione di questa preghiera fatta in silenzio, mentre tutti gli altri restano in ginocchio, il celebrante si alza e canta un'antica orazione (non inclusa nelle edizioni del Messale romano prima di quella del 1962) senza Dominus vobiscum e senza Oremus e con le mani giunte.
Quindi si legge in latino un passo del libro del Profeta Osea e si canta o si recita un responsorio di versetti del cantico di Abacuc. Poi il diacono  dice Flectamus genua e, dopo una breve preghiera silenziosa inginocchiati, Levate, e un'altra orazione. Si legge l'inizio del capitolo 12 del Libro dell'Esodo, cui segue in forma responsoriale alcuni versetti del salmo 140/139. Segue il canto o la lettura della Passione secondo Giovanni, in questo giorno luttuoso senza l'incenso e i lumi che di solito accompagnano la proclamazione del Vangelo. Si prevede che la prima lettura sia proclamata da un lettore, la seconda da un suddiacono e quella della Passione da tre diaconi; in assenza di tutti questi le letture sono fatte dal celebrante.
Quindi il celebrante indossa il piviale nero, il diacono la dalmatica nera e il suddiacono la tunicella nera. Gli accoliti stendono una tovaglia sull'altare e mettono al centro il Messale, da dove il sacerdote canterà le "Orazioni Solenni, dette anche Orazione dei Fedeli". A ciascuna di queste nove orazioni, il celebrante invita i fedeli a pregare per un'intenzione, il diacono comanda di mettersi in ginocchio e, dopo qualche istante di silenzio, lo stesso diacono (non il suddiacono, come nelle edizioni del Messale Romano fino al 1955) comanda di rialzarsi. Poi il sacerdote recita l'Orazione. Queste orazioni sono nell'ordine pro Sancta Ecclesia, pro Summo Pontefice, pro omnibus ordinibus gradibusque fidelium, pro res publicas moderantibus, pro catechumenis, pro fidelium necessitatibus, pro unitate Ecclesiae, pro conversione Iudaeorum, pro conversione infidelium.
Poi il celebrante e i sacri ministri si tolgono i paramenti neri, ma il celebrante e il diacono conservano la stola nera. Il diacono porta la croce velata al presbiterio e il celebrante la scopre in tre fasi al canto Ecce lignum. Segue la sua devota adorazione da parte di ministri e fedeli, mentre si cantano gli Improperia: il Popule meus con l'inno Trisagio, l'antifona Crucem tuam adoramus con un versetto del salmo 67/66 e il Crux fidelis.
Terminata l'adorazione, il celebrante e i sacri ministri (se ci sono), tolta la stola nera, si mettono i paramenti violacei (senza manipolo). Il diacono porta dall'altare della reposizione la pisside con delle ostie piccole consacrate il giorno precedente. Tutti recitano in latino il Padre nostro con Amen e si dà la Comunione ai partecipanti. Poi il sacerdote dice tre Orazioni e si ritira con i ministri. Più tardi si riporta il Santissimo Sacramento senza solennità all'altare della reposizione e si spoglia l'altare della chiesa.

## Struttura della celebrazione tridentina fino al 1955

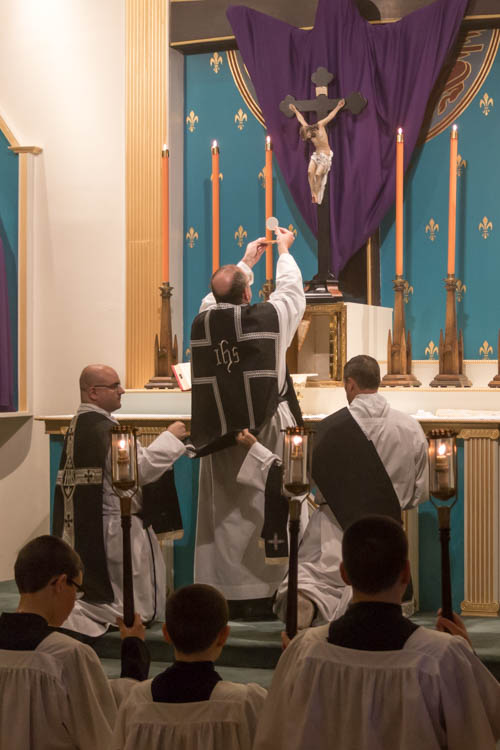
Elevazione dell'ostia sopra la patena nella celebrazione del Venerdì santo prima del 1956

Prima della riforma liturgica introdotta da papa Pio XII nel 1955 la celebrazione liturgica del Venerdì santo, Feria sexta in Parasceve, si faceva nella tarda mattinata. Il sacerdote indossa una pianeta di colore nero; il diacono e il suddiacono, ai quali in simili giorni di lutto non è permesso portare dalmatica e tunicella, indossano (almeno nelle chiese più grandi, che ne erano fornite) delle pianete plicate nere. Questa è l'unica occasione fuori dai requiem in cui il Messale tridentino prevede l'uso di paramenti di questo colore.
All'arrivo nel presbiterio i ministri sacri si prostrano in silenzio per un po', tradizionalmente per la durata della recita del Miserere, e gli accoliti stendono sull'altare una sola tovaglia bianca che rappresenta il sudario di Cristo, e ci mettono sopra il messale dal lato dell'Epistola. Poi i ministri sacri si alzano e salgono all'altare.
Non essendoci né introito né Kyrie, si comincia poi direttamente con le letture bibliche, le stesse che sarebbero state conservate nella riforma del 1955, ma seguite da tratti, che la riforma del 1955 riformulò in responsori. Mentre vengono proclamate le letture, il sacerdote, stando all'altare, le legge per sé stesso a bassa voce. Si prevede che la Passione sia cantata da tre diaconi, riservando l'ultima parte al diacono principale.
Vengono poi cantate le orazioni, il cui testo rimase uguale fino alla modifica, nel 1962, di quella per i giudei. Fra esse si trovava un'orazione per l'Imperatore, che però, dopo lo scioglimento del Sacro Romano Impero, non venne più recitata.. Queste orazioni sono senza titoli, titoli che vennero aggiunti nel 1955. In quella che nel 1955 sarebbe stata intitolata pro conversione Iudaeorum il Messale indica che – contrariamente a quello che si faceva nelle altre orazioni – dopo l'invito del sacerdote a pregare non ci si mette in ginocchio e il sacerdote recita senza pausa intermedia la corrispondente preghiera, alla quale non si risponde Amen.
Poi i ministri sacri si tolgono i manipoli, il sacerdote la pianeta, il suddiacono la pianeta plicata. Il diacono ha già rimosso la sua pianeta plicata e si è messo la stola lata, detta popolarmente "stolone", durante il canto della Passione. Il sacerdote riceve dal diacono la croce velata e la scopre gradualmente mentre canta per tre volte Ecce lignum Crucis.... Appoggia la croce sui gradini dell'altare, si toglie le scarpe e fa tre doppie genuflessioni (su ambedue le ginocchia e inchinandosi profondamente) avvicinandosi alla croce per baciarla. Gli altri ministri fanno lo stesso gesto, durante il quale si cantano gli Improperia, che il sacerdote recita privatamente.
Segue la "messa dei presantificati", termine che però non appare nel Messale. L'osservazione del Venerdì santo come giorno aliturgico, senza celebrazione della messa ma con la comunione con gli elementi consacrati anteriormente, si trova descritta per la prima volta da papa Gregorio I (VI secolo) come un uso costantinopolitano, uso che continua ancora nel rito bizantino in tutti i giorni feriali della quaresima. Si porta solennemente dal luogo di reposizione l'ostia grande consacrata nella messa del Giovedì santo e ivi depositata. Si compiono all'altare alcune delle cerimonie solitamente compiute all'offertorio della messa, fra le quali il versamento del vino e di un po' d'acqua nel calice, che è poi deposto sull'altare. Dopo questo il sacerdote dice l'invocazione Orate fratres e, senza attendere alcuna risposta, recita da solo il Padre nostro e l'embolismo Libera nos, quaesumus sul tono dell'orazione feriale. Rompe poi l'ostia in tre parti, delle quali mette la più piccola nel calice del vino, consuma le due maggiori parti e poi il calice del vino non consacrato insieme alla piccola parte dell'ostia consacrata, purifica il calice e il pollice e l'indice di entrambe le mani, dicendo silenziosamente la solita breve preghiera che accompagna tale azione e, immediatamente dopo, lascia il presbiterio con i ministri.

## Struttura della celebrazione nel rito ambrosiano
La celebrazione della Passione del Signore nel rito ambrosiano presenta sensibili differenze rispetto al rito romano, dovute in primo luogo al fatto che il Venerdì santo, come tutti i venerdì di Quaresima ambrosiani, è giorno aneucaristico: non solo non viene celebrata l'eucaristia ma, a differenza del rito romano, non viene nemmeno distribuita con il pane eucaristico avanzato la sera prima, e le particole restano conservate all'altare della riposizione (che per questo motivo non viene spogliato) fino alla Veglia Pasquale.
La liturgia si celebra tra i Vespri. Dopo una breve monizione introduttiva del sacerdote, la celebrazione incomincia con il Rito della Luce durante il quale si accendono le candele e le luci della chiesa, quindi si canta l'inno Vexílla Regis pródeunt mentre il sacerdote incensa l'altare. Terminato l'inno si proclamano le letture:
- Una prima lettura del profeta Isaia (Is 49,24-50,10[27])
- Un frammento del Salmo 21, recitato in forma corale (Sal 21,17c-20.23-24b[28])
- Una seconda lettura di nuovo del profeta Isaia (Is 52,13-53,12[29])
- Il Vangelo della seconda parte della Passione secondo Matteo, dal punto in cui si era concluso il brano proclamato durante la Messa nella Cena del Signore (Mt 27,1-56[30])

Tra il Salmo e la seconda lettura profetica viene recitata un'orazione.
Durante la proclamazione del brano evangelico della Passione, al momento della morte di Cristo la lettura si interrompe, vengono spente tutte le luci della chiesa, l'altare viene spogliato e la campana viene suonata a morto. Dopo un momento di silenzio il sacerdote conclude la lettura della Passione e quindi tiene l'omelia.
Terminata l'omelia ha luogo l'adorazione della croce. La croce viene portata in processione dal fondo della chiesa lungo la navata centrale: per tre volte, all'inizio, in mezzo alla chiesa e in prossimità dell'altare la processione si ferma e il sacerdote intona l'Ecce lignum crucis a cui tutti rispondono inginocchiandosi Venite adoremus. Conclusa la processione la croce viene deposta ai piedi dell'altare e il clero fa l'adorazione con tre genuflessioni consecutive, a debita distanza l'una dall'altra, prima di giungere a baciare la croce. Nel frattempo si recita o si canta un altro frammento del Salmo 21.
Terminata l'adorazione della croce ha luogo la grande Preghiera Universale con undici intenzioni di preghiera (per la Chiesa, per il papa, per il clero e i fedeli, per i catecumeni, per l'unità dei Cristiani, per gli Ebrei, per i non Cristiani, per i non credenti, per i governanti, per i sofferenti e per i defunti): ciascuna intenzione viene introdotta da un diacono e conclusa da un'orazione recitata dal sacerdote.
Al termine della Preghiera Universale, non essendoci distribuzione della Comunione, il sacerdote congeda immediatamente i fedeli senza impartire la benedizione e l'assemblea si scioglie senza eseguire alcun canto.